# Fågelbacken
Fågelbacken är ett bostadsområde i Västra Innerstaden, Malmö. 
Området ligger mellan Fågelbacksgatan och Köpenhamnsvägen, öster om Mariedalsvägen.
Fågelbacken består av flerfamiljshus. 40 % är bostadsrätter och resten hyresrätter. De flesta lägenheterna är tvåor (knappt 40 %) eller treor (ca 30 %). Längs Västra Rönneholmsvägen finns några hus från sekelskiftet och i korsningen Fågelbacksgatan - Mariedalsvägen finns två hus som byggdes i början av 1900-talet som bostäder till anställda vid Kronprinsens husarregemente. Flertalet hus i området är dock byggda på 1940- och 1950-talen, förutom kvarteret Papegojan, som byggdes när Fågelbacksskolan revs 1992. 
En klar majoritet, nästan 70 %, av hushållen är ensamhushåll, knappt 25 % består av 2 personer och endast 5 % av hushållen är alltså 3 eller fler personer. Nästan 40 % av områdets invånare är pensionärer och barn finns i mindre än 10 % av hushållen. Arbetslösheten i området uppgår till 2 % och totalt 3 % innehar socialbidrag.
I området finns Västra Innerstadens stadsdelskontor samt Fågelbackens montessoriförskola och förskolorna Stallmästaren och Telningen.
Fågelbacken angörs (2020) i syd och sydost av busslinje 1 med tre hållplatser (Carl Gustafs väg, Själlandstorget, Dammfri) och i väst av linje 10 med en hållplats (Dammfri). Ingen busstrafik i norr och nordost utmed Fågelbackgatan och Carl Gustafs väg.